# Sobarocephala dreisbachi
Sobarocephala dreisbachi är en tvåvingeart som beskrevs av Curtis W. Sabrosky och Steyskal 1974. Sobarocephala dreisbachi ingår i släktet Sobarocephala och familjen träflugor.
Artens utbredningsområde är Michigan. Inga underarter finns listade i Catalogue of Life.